# Norrmjöle
Norrmjöle – miejscowość (tätort) w Szwecji, w regionie administracyjnym (län) Västerbotten, w gminie Umeå.
Według danych Szwedzkiego Urzędu Statystycznego liczba ludności wyniosła: 228 (31 grudnia 2015), 216 (31 grudnia 2018) i 212 (31 grudnia 2019).